# Copa Africana de Clubes Campeones 1979
La Copa Africana de Clubes Campeones de 1979 fue la 15.ª edición del torneo de fútbol a nivel de clubes organizado por la CAF.
Participaron 28 equipos jugando un sistema de eliminación directa con partidos de ida y vuelta.
El Union Douala de Camerún ganó la final, convirtiéndose en campeón por primera ocasión.

## Primera Ronda
| Equipo 1              | Agr.        | Equipo 2               | Ida | Vuelta |
| --------------------- | ----------- | ---------------------- | --- | ------ |
| Étoile du Congo       | 3-1         | FC 105 Libreville      | 2-0 | 1-1    |
| ASDR Fatima           | 2-2 (4-5 p) | Silures                | 1-1 | 1-1    |
| Al-Ahly               | 1-4         | MP Algiers             | 1-2 | 0-2    |
| Simba SC              | 5-4         | Mufulira Wanderers     | 0-4 | 5-0    |
| Dragons de l'Ouémé    | 1-5         | Africa Sports National | 0-2 | 1-3    |
| US Gorée              | 3-1         | ASC Garde Nationale    | 2-0 | 1-1    |
| Saint Joseph Warriors | 0-1         | Real Banjul            | 0-0 | 0-1    |
| Mighty Blackpool      | 2-2 (2-4 p) | Hearts of Oak          | 2-0 | 0-2    |
| Desportivo Maputo     | 3-3 (a)     | Matlama FC             | 3-2 | 0-1    |
| Al Zamalek            | 4-1         | Simba FC               | 2-1 | 2-01   |
| Ogaden Anbassa        | w/o         | Bata Bullets           | 2   |        |
| Kenya Breweries       | 3           | Al-Merrikh SC          | n/p | n/p    |

1 el Simba FC no se presentó para el segundo partido. 

2 el Bata Bullets abandonó el torneo. 

3 ambos equipos abandonaron el torneo.

## Segunda Ronda
| Equipo 1        | Agr.        | Equipo 2       | Ida | Vuelta |
| --------------- | ----------- | -------------- | --- | ------ |
| Étoile du Congo | 2-4         | US Gorée       | 2-3 | 0-1    |
| Hafia FC        | 1-1 (1-0 p) | Silures        | 1-0 | 0-1    |
| MP Algiers      | 2-2 (1-2 p) | Union Douala   | 2-0 | 0-2    |
| Simba SC        | 0-2         | Racca Rovers   | 0-0 | 0-2    |
| Africa Sports   | 1-2         | CS Imana       | 1-0 | 0-2    |
| Hearts of Oak   | 3-1         | Real Banjul    | 2-0 | 1-1    |
| Al Zamalek      | w/o         | Ogaden Anbassa | 1   |        |
| Matlama FC      | bye2        |                |     |        |

1 el Ogaden Anbassa abandonó el torneo. 

2 el Matlama FC tenía que enfrentarse al ganador entre Kenya Breweries y Al-Merrikh, pero ambos equipos abandonaron el torneo.

## Cuartos de final
| Equipo 1   | Agr. | Equipo 2      | Ida | Vuelta |
| ---------- | ---- | ------------- | --- | ------ |
| US Gorée   | 2-1  | Racca Rovers  | 2-0 | 0-1    |
| Hafia FC   | 2-3  | Hearts of Oak | 2-0 | 0-3    |
| Al Zamalek | 3-2  | CS Imana      | 3-1 | 0-12   |
| Matlama FC | 1-5  | Union Douala  | 1-3 | 0-2    |

1el 2.º partido fue abandonado cuando el CS Imana iba ganado 1-0 hasta que hubo una invasión al campo que ocasionó disturbios; el CS Imana avanzó a semifinales.

## Semifinales
| Equipo 1 | Agr. | Equipo 2      | Ida | Vuelta |
| -------- | ---- | ------------- | --- | ------ |
| US Gorée | 2-6  | Hearts of Oak | 1-2 | 1-4    |
| CS Imana | 1-3  | Union Douala  | 1-2 | 0-1    |

## Final
| Equipo 1      | Agr.         | Equipo 2     | Ida | Vuelta |
| ------------- | ------------ | ------------ | --- | ------ |
| Hearts of Oak | 1-1 (3:5 p.) | Union Douala | 1-0 | 0-1    |

## Campeón
| Camerún                |
| Union Douala 1º título |